# Искупленная христианская церковь Божья
Искупленная христианская церковь Божья, ИХЦБ (англ. Redeemed Christian Church of God, RCCG) — международная христианская пятидесятническая церковь, основанная в Нигерии. Имеет дочерние церкви в 165 странах мира и объединяет 7 млн верующих в 23 тыс. приходах (по другим данным — ок. 24 тыс. приходов в Нигерии и почти столько же за её пределами).
В некоторых русскоязычных изданиях церковь именуется Божья искупленная христианская церковь. На английском языке также распространено сокращённое название церкви — Искупленная церковь; прихожан церкви иногда именуют «искупленными» (англ. redeemed).
Штаб-квартира организации расположена в Лагосе, Нигерия. Резиденция старшего пастора находится недалеко от Лагоса в т. н. «Лагере искупления».

## История
Искупленная христианская церковь Божья была основана в 1952 году нигерийским пастором Иосией Акиндайоми (1909—1980). Акиндайоми родился и вырос на юго-западе Нигерии в штате Ондо; его семья придерживалась местных африканских верований. В 1927 году Акиндайоми принял крещение в англиканской церкви, однако в 1931 году он перешёл в африканское пятидесятническое движение «Церковь херувимов и серафимов». В начале 1950-х он вышел из организации и основал молитвенную группу в Лагосе, состоявшую из 9 человек. В 1952 году группа оформилась в Искупленную христианскую церковь Божью. Название церкви неграмотный Акиндайоми получил в «видении» от Бога; в том же видении пастор узнал, что его церковь распространится «до края земли».

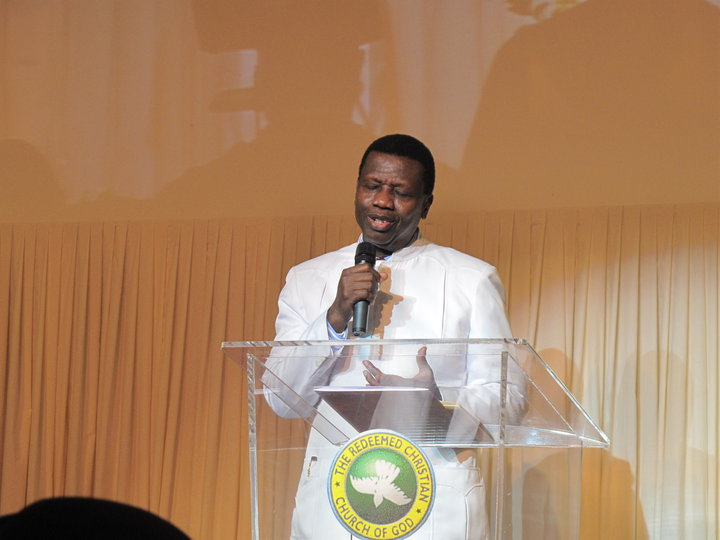
Старший пастор Енох Адебоя

В 1973 году к церкви присоединился Енох Адебоя (род. 1942), университетский преподаватель математики. Адебоя становится переводчиком проповедей пастора Акиндайоми с языка йоруба на английский; уже в 1975 году его рукополагают на служение пастора церкви. Основатель церкви Иосия Акиндайоми умер в 1980 году; согласно его завещанию Енох Адебоя стал старшим пастором организации в 1981 году. К этому моменту церковь насчитывала 42 прихода на юго-западе Нигерии. Одним из главных достижений Адебои стал переход богослужений на английский язык, что в дальнейшем помогло международной экспансии церкви. В 1980-х годах филиалы церкви открываются в соседних с Нигерией африканских странах. В 1990-х годах церковь активно насаждает приходы среди нигерийской диаспоры в США и Европе.
В настоящий момент в США насчитывается 15 тыс. активных членов Искупленной церкви. В Великобритании общины «искупленных» насчитывают 80 тыс. прихожан. В Германии приходы церкви действуют в 21 городе. Крупные общины Искупленной церкви расположены в странах Карибского региона, Индии, Канаде, Австралии.
Старшим пастором церкви остаётся Енох Адебоя, которого американский еженедельник «Ньюсвик» включил в список 50 самых влиятельных людей мира.

## Вероучение и практика

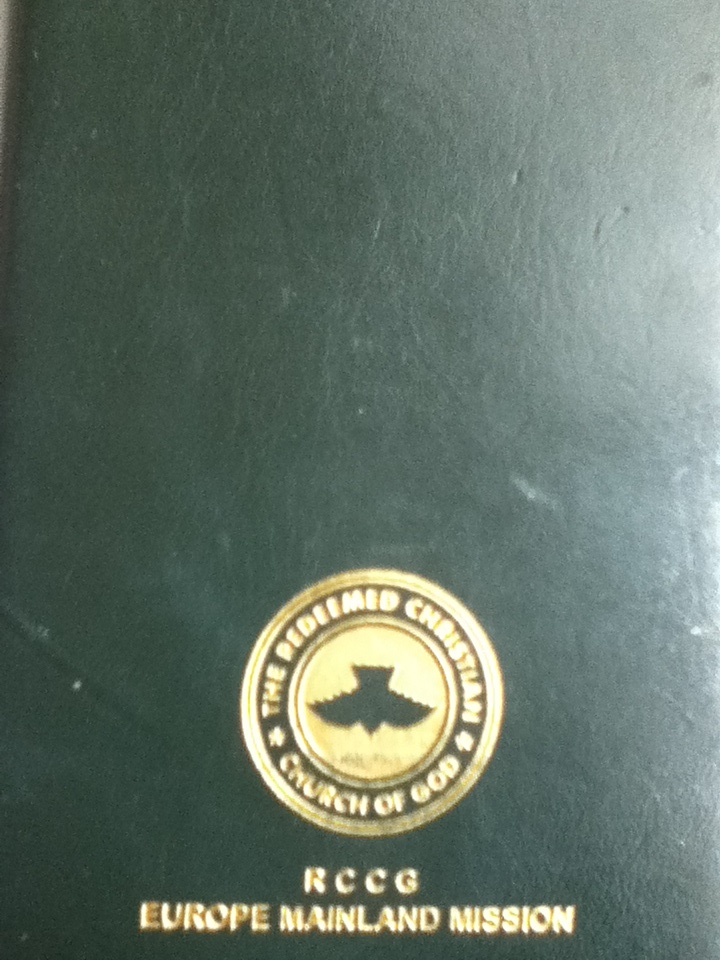
Эмблема церкви на записной книжке

Искупленная христианская церковь Божья является независимой христианской деноминацией, относящейся к группе африканских пятидесятнических церквей. Руководство церкви описывает её как «созданную на Небесах, собранную в Нигерии и экспортируемую во весь мир».
Вероучение церкви содержит общепринятые протестантские доктрины — богодухновенность 66 канонических книг Библии, триединство Бога, божественность Христа, грехопадение человека, воскресение мёртвых, второе пришествие Христа и вечная жизнь. Среди таинств признаётся водное крещение и причастие.
Являясь частью всемирного пятидесятнического движения церковь признаёт крещение Святым Духом с обязательным говорением на иных языках. В церкви распространены и другие пятидесятнические практики — молитвы за исцеление, пророчества и т. д. При этом, руководство церкви заявляет, что не взимает платы за «молитвы исцеления» и запрещает любые «не библейские» методы исцеления (такие, как исцеление через святую воду, специальные «исцеляющие» предметы и подобное).
Члены церкви должны отказаться от посещения танцевальных залов и кинотеатров, подчиняться законам страны проживания, почитать родителей, не ругаться и не проклинать ближнего, быть умеренными в украшениях. Церковь запрещает развод (кроме вины прелюбодеяния), многоженство, сожительство, гомосексуализм, а также настоятельно рекомендует верующим не брать денег в долг.
Видение церкви заявляет о желании иметь «представительство ИХЦБ в каждой семье всех народов». Для этого планируется насаждать приходы «в пяти минутах ходьбы в каждом городе развивающихся стран и в пяти минутах езды в каждом городе развитых стран».
Церковь управляется старшим пастором (генеральным надзирателем) и Советом управляющих. В Совет управляющих, помимо старшего пастора входят его первые заместители и государственные пасторы — территориальные лидеры тех стран, в которых присутствует церковь.

### Лагерь искупления
Центральным местом богослужения Искупленной христианской церкви Божьей является т. н. «Лагерь искупления» — отдельная территория недалеко от Лагоса. Лагерь (также именуемый «Городом Бога» и претендующий на статус «самого большого христианского города мира») был построен в 1983 году. В настоящий момент в нём постоянно проживают до 10 тыс. верующих, включая старшего пастора церкви. В городе расположена арена для богослужений длина и ширина которой составляет 3 км. Каждую первую пятницу месяца на арене проходит Служение Святого Духа, которое собирает, по утверждениям организаторов, от 800 тыс. до 1,2 млн верующих со всей Нигерии. Данные встречи названы крупнейшими в мире ежемесячными молитвенными собраниями.
В Лагере также проводится ежегодный съезд церкви, именуемый Конгрессом Святого Духа. Конгресс, проводимый в течение одной недели декабря, собирает до 6 млн верующих со всего мира. Сама церковь полагает, что данное событие является крупнейшим в мире ежегодным молитвенным собранием.
В декабре 2003 года Конгресс Святого Духа посетил тогдашний президент Нигерии Олусегун Обасанджо. В 2010 и 2012 годах гостем Конгресса был 14-й президент Нигерии Гудлак Джонатан.
В Лагере искупления проходят и другие специальные богослужения. В городе находится высшее учебное заведение церкви — Университет Искупления. Для жизнеобеспечения город имеет собственную электростанцию, водоканал и службу безопасности. Жителей города обслуживает почтовое отделение, начальная и средняя школы, несколько филиалов нигерийских банков, рынок, супермаркет и принадлежащая церкви Клиника Искупления.
В 2013 году североамериканский филиал Искупленной христианской церкви Божьей приступил к строительству Лагеря искупления в Далласе, штат Техас. Планируется, что лагерь будет иметь молитвенный павильон, вмещающий 100 тыс. человек.

## Церковь в СНГ, Грузии и Балтии
Проникновение на территорию бывшего Советского Союза Искупленная христианская церковь Божья начала в 2000-х годах. В настоящий момент приходы организации существуют в Армении (Ереван), Грузии (Тбилиси), Латвии (Рига), Литве (Вильнюс), Молдавии (Кишинёв), Украине (Киев) и Эстонии (Тарту). В России действует три общины — две в Москве и одна в Белгороде. Российский филиал организации формально входит в Российскую церковь христиан веры евангельской.